# Historische Orden van Denemarken
Denemarken is een van oudste Europese staten en monarchieën. Het is een van de weinige Europese staten die nooit een republiek is geweest en het land heeft twee van zijn drie oude ridderorden tot in de 21e eeuw behouden. Hieronder zijn de Deense ridderorden in de volgorde waarin zij werden ingesteld opgesomd.
- De Orde van de Dannebrog (1219)
- De Orde van de Olifant (eerste helft van de 14e eeuw)
- De Orde van de Geharnaste Arm, opgeheven in 1634.
- De Orde of Ordre "de l'Union Parfait" ook wel "de la Fidélité" genoemd (1732)
- De Mathilde-Orde
- De Orde van Christiaan VII

De "Danske Malteserorden" en "Danske Johanniterorden" zijn particuliere instellingen. Ze werden niet uitgenodigd om zich aan te sluiten bij de Alliantie van Niederweisel en worden tot de pseudo-orden geteld.
Orde van de Olifant ·
Orde van de Dannebrog ·
Orde van de Geharnaste Arm ·
Mathilde-Orde ·
Ordre de l'Union Parfaite · 
Orde van Christiaan VII

Zie ook: Historische Orden van Denemarken · Onderscheidingen in Denemarken
Medailles van Verdienste ·
Medaille voor Langdurige Dienst ·
Medaille "Ingenio et Arti" ·
Medaille voor Nobele Daden ·
Ereteken van het Deense Rode Kruis ·
Medaille van Verdienste voor de Groenlandse Onafhankelijkheid ·
Herinneringsmedaille aan de 70e Verjaardag van Hare Majesteit Koningin Margrethe
Herinneringsmedaille aan de 75e Verjaardag van Prins Henrik

Zie ook: Historische Orden van Denemarken · Onderscheidingen in Denemarken